# HKSOS
HKSOS是香港警務處資訊系統部研發的緊急救援手機應用程式，專為不同的海陸空戶外活動而設計，讓使用者在情急下可以一鍵直達999報案中心。該應用程式能夠自動偵測意外事件，並具備地圖、行山路線和定位功能。即使沒有流動通訊網絡，也可以配合Signal Radar，讓搜救人員在最短時間內提供協助。
香港警務處亦在該應用程式中加入方便聾人的功能，可以將求助訊息圖像化和文字化，並提供9種求助類別，包括骨折、呼吸困難、嚴重出血等，讓使用者選擇。在他們求助時，也會同時傳送地理位置。
這應用程式是2023年《施政報告》內指定的項目之一，警方務處如期於2024年1月完成研發和推出，並在iOS和Android平台上架。

## 智慧搜救方案
由資訊系統部建構的智慧搜救生態體系，包括：
- 3R搜救方案（R-Map、R-Cam和R-Watch）：為搜救人員提供實時定位、即時高清影像傳輸和實時身體狀況監察；
- HKSOS手機應用程式：保障市民在戶外活動的安全；
- Signal Radar：在沒有流動通訊網絡的情況下偵測HKSOS訊號[4][5]。

## 主要功能

### 一鍵直達999報案中心
在緊急情況下透過HKSOS一鍵直達999報案中心，讓中心精準掌握求助者的地理位置，調派搜救人員在最短時間內提供協助。

### 讓緊急聯絡人代為求助
使用者可以設定緊急聯絡人，讓999報案中心多一個途徑確認使用者的安全。緊急聯絡人也可以透過HKSOS為使用者發出求助訊息，讓999報案中心能掌握求助者的地理位置，制定最精準的搜救計劃。

### 沒有網絡局限
配合Signal Radar專利技術，協助搜救隊伍在沒有流動通訊網絡覆蓋的情況下，透過由HKSOS發出的獨特求救訊號，偵測求助者的位置。

### 意外偵測系統
可以預設行程和時間，如行程超時，HKSOS會提示使用者延長或結束行程，也會聯絡緊急聯絡人確認使用者的安全。999報案中心也會在特定情況下主動確認使用者的安全，並根據實際情況評估是否需要進行搜救。這個功能旨在於使用者未能主動發出求助訊息的情況下，仍能提供最佳保障。

### 戶外活動的夥伴
程式針對喜歡戶外活動的市民設計，適用於各類海陸空活動，包括行山和玩獨木舟、滑翔傘等人士。他們可以使用HKSOS，在緊急需要時獲得最精準的搜救服務。

## 便利聾人使用

### 背景
立法會議員鄧家彪表示，過去聾人在使用992短訊求助時，必須事先在指定地點和執法部門進行登記，這導致登記人數嚴重不足。此外，他們只能使用SMS短訊文字進行溝通，這不僅交流緩慢，而且難以快速且準確地描述事發情況和地點，這對於年長或語文掌握能力較弱的使用者來說不利，嚴重地阻礙聾人求救的速度。

### 便利聾人的設計
聾人機構「龍耳」創辦人邵日贊表示，警方在該應用程式中根據聾人最常求助的9種情況設置圖像化選項，包括受傷、嚴重失血、呼吸困難、動物襲擊、胸口不適、迷路、幫助他人、過敏反應和其他。同時，考慮到在搜救時聾人難以呼喊回應，程式還設計手機在搜救隊靠近時自動發出聲音，以幫助辨識位置。
邵日贊進一步指出，如果求助人是聾人或有語言障礙，使用者可以在應用程式內登記自己是否屬於聾人或語言障礙人士，這樣聾人就不需要前往指定地點進行登記，避免繁複的登記手續。同時，該應用程式還提供實時聊天功能，方便求助人向999報案中心發送圖像或文字。報案中心會根據需要持續與求助人進行短訊溝通，以了解更多現況。此外，999報案中心還會根據當前情況主動聯繫聾人事先登記的緊急聯絡人，代為通知親友。

## 使用方法
用戶需使用流動電話號碼進行登記，成功登記後將獲得一個帳戶獨有的求救信號名稱和密碼。該程式內含有地圖、天氣和顯示所處地點等資訊。如果用戶遇到危險情況，可以透過程式發出帳戶專屬的求救信號，該信號會直接連結到999報案中心。如果用戶設定緊急聯絡人，除了999報案中心，聯絡人也可以通過程式向使用者發送求助訊息。用戶還可以預設行程時間，意外偵測系統會在行程超時時提示用戶、緊急聯絡人，或在特定情況下由報案中心主動確認用戶的安全。

## 獎項
第48屆日內瓦國際發明展三項評審團嘉許金獎。
第49屆日內瓦國際發明展評審團嘉許金獎。
2024世界關鍵通訊大會先進技術最佳應用奬。

## 舉辦「HKSOS越野跑比賽」
為慶祝HKSOS推出一周年，「HKSOS越野跑比賽」於2025年2月16日在山頂舉行，現在開始接受報名。
比賽分為10公里和20公里兩個組別，路線涵蓋山頂道花園、龍虎山郊野公園、薄扶林郊野公園、香港仔郊野公園以及灣仔峽公園。主辦機構將把這次比賽的所有報名費收益用作慈善用途，以幫助有需要的聾人及弱聽人士。